# Rădăcini Grup
Rădăcini Grup este o companie cu sediul în București, România, specializată în vânzări auto, echipamente de construcție, activități de service auto și comercializare de piese de schimb auto de origine.

## Istoric
Grupul a fost înființat de omul de afaceri Madadi Ali. În 1995 a devenit dealer auto Daewoo, iar în anul 2002 dealer Subaru.
În anul 2004 prin Rădăcini Auto Style, grupul devenea partener Bosch intrând în rețeaua Bosch Car Service, și cumpără Sama Service, o rețea de service auto.
Rădăcini Motors, înființată în octombrie 2005, încheie un parteneriat cu General Motors pentru reprezentarea mărcilor Opel și Chevrolet. 
În anul 2006 a fost înființată divizia Rădăcini Equipment specializată în comercializarea de stivuitoare și echipamente de construcții sub marca Daewoo Heavy Industries, ulterior această companie fiind integrată în Doosan Infracore. 
Portofoliul grupului se mărește în anul 2006 cu Mazda, când Arian Motors devine dealer Mazda în România și are loc inaugurarea showroom-ului Mazda în zona de vest a capitalei. În 2007 Rădăcini Motors a intrat pe segmentul auto premium, devenind importator unic în România pentru mărcile americane Cadillac, Corvette și Hummer, aflate în General Motors. 
În 2008 devine dealer Suzuki, iar în 2011 dealer pentru marca Citroen, deschizând două showroom-uri.
În 2014 Rădăcini devine dealer Honda în Brașov și Peugeot în Galați, și în 2016 dealer Volkswagen în Constanța.

## Domino's Pizza
În ianuarie 2010 grupul Rădăcini încheie contractul de Master franciză cu Domino's Pizza pentru România. Pe 5 august 2010 grupul inaugurează prima pizzerie în București.

## Controverse
În februarie 2008 compania a câștigat licitația de privatizare a companiei MASTER S.A. împreună Asociația PAS (Programul Acționarilor Salariați). cu pentru suma de 22,7 milioane lei și s-a angajat să realizeze, în termen de doi ani, investiții de dezvoltare în valoare de 2.570.000 de dolari, investiții de mediu de 5.800 de dolari, respectiv 700.000 de dolari infuzie de capital, în termen de trei luni, și menținerea celor 94 de angajați. 
Asociația PAS - Programul Acționarilor Salariați - MASTER S.A., care a primit 6% din acțiuni, s-a desființat în 2010, iar acțiunile au fost răscumpărate de Rădăcini. Numărul de angajați a rămas la 94 până în 2013.
Deși compania se angajase să mențină 5 ani domeniul de activitate, aceasta a deschis în august 2008 un showroom și service Suzuki, precum și mutarea sediilor firmelor din grup.